# يوحنا الرابع

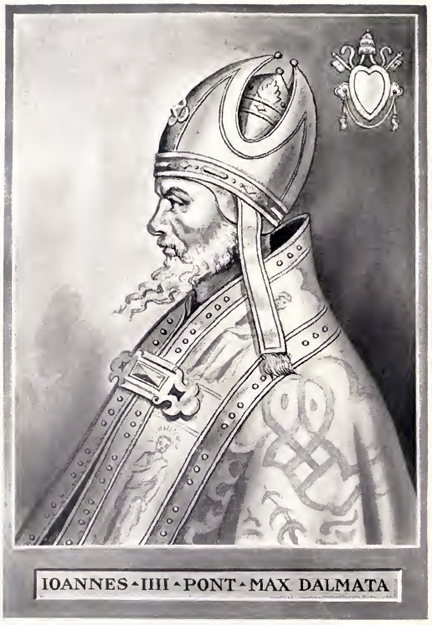
يوحنا الرابع

البابا يوحنا الرابع (باللاتينية: Ioannes IV) ـ (توفي في 12 أكتوبر 642 م) هو بابا الكنيسة الكاثوليكية في الفترة من 24 ديسمبر 640 م إلى وفاته سنة 642 م.
انتخب يوحنا الرابع ـ الذي ترجع أصوله إلى منطقة دالماسيا ـ خلفًا للبابا سفرينوس، بعد أربعة أشهر من شغور الكرسي الرسولي.